# Николина Георгиева
Николина Георгиева е българска режисьорка и педагожка, професор в НАТФИЗ „Кръстьо Сарафов“. Тя е  сред големите реформатори на съвременния български куклен театър и изявените му режисьори.

## Биография
Родена е в Карлово на 4 октомври 1931 г. Завършва режисура във ВИТИЗ при проф. Георги Стаматов през 1954 г. Работи в Драматичния театър в Габрово от 1954 до 1956 г. От 1959 г. е режисьорка в Централния куклен театър – София.
През 1962 г. заедно с Атанас Илков и сценографът и архитект Иван Цонев създават към ВИТИЗ секция за висше образование за куклен театър.
Николина Георгиева преподава във ВИТИЗ/НАТФИЗ в продължение на над 50 години. Тя е учителка и художествена ръководителка на много поколения куклени актьори и режисьори. Сред нейните възпитаници са Анатолий Божинов, Василка Сугарева, Десислава Знаменова, Живка Донева, Здравко Димитров, Румен Угрински, Краси Добрев, Съни Сънински и други.
Проф. Георгиева е и основоположник на „театъра на сенки“ в България.
Николина Георгиева е активна деятелка на международното куклено-театрално движение. Тя е сред основателите и дългогодишен президент на Българския център на UNIMA (Union Internationalle de la Marionnette). Член е на Екзекутивния комитет (1962 – 1988) на Световната организация, почетен член на УНИМА и почетен президент на Българския център на УНИМА.
Единствен представител на куклено-театралната общност в България, удостоен със званието „Народен артист“.
Наградена е с орден „Кирил и Методий“ за цялостната си творческа и педагогическа дейност.

## Творчество
През 1961 г. с Атанас Илков създават спектакъла „Петя и вълкът“ по музиката на Сергей Прокофиев, отличен със златен медал и награда за оригиналност и фантазия на единствения по онова време международен куклено-театрален форум в Букурещ. Това е първото международно отличие в историята на българския куклен театър.
Спектакълът на Николина Георгиева „Карнавал на животните“ по музика на Камий Сен-Санс е познат на много сцени в чужбина. През 1968 г. е отличен на Международния телевизионен и филмов фестивал в Монтрьо (Швейцария) с наградата „Сребърната роза“.